# Liste der Nummer-eins-Hits in Kanada (2013)
Diese Liste der Nummer-eins-Hits in Kanada im Jahr 2013 basiert auf den offiziellen Top-20-Album- und Trackcharts von Music Canada im Auftrag der kanadischen IFPI.

## Singles
| ← 2012 ← | Liste der Nummer-eins-Hits in Kanada | Liste der Nummer-eins-Hits in Kanada     | Liste der Nummer-eins-Hits in Kanada | 2014 → |
| \| Zeitraum \| Wo. ges. \| Interpret \| Titel Autor(en) \| Zusätzliche Informationen \| \| (Zeitraum, Wochen auf Platz eins, Interpret, Titel, Autor[en], zusätzliche Informationen) \| \| \| \| \| \| ----------------------------------------------------------------------------------------- \| -------- \| ---------------------------------------- \| -------------------------------------------------------------------------------------------------------------------------------------------------------------------------------------------- \| ------------------------------------------------------------------------------------------------------------------------------------------------------------ \| \| 5. Dezember 2012 – 22. Januar 2013 7 Wochen \| 7 \| Will.i.am \| Scream & Shout William Adams, Jef Martens, Jean-Baptiste Kouame \| – \| \| 23. Januar 2013 – 19. Februar 2013 4 Wochen (insgesamt 5) \| 5 \| Macklemore & Ryan Lewis \| Thrift Shop Ben Haggerty \| – \| \| 20. Februar 2013 – 26. Februar 2013 1 Woche (insgesamt 5) \| 5 \| Rihanna \| Stay Elof Loelv, Justin Parker, Mikky Ekko \| Schreiber Mikky Ekko hat bei der Aufnahme auch mitgewirkt, sieht man von einem Liedbeitrag für eine Fernsehserie ab ist es der erste Erfolg des US-Musikers. \| \| 27. Februar 2013 – 5. März 2013 1 Woche (insgesamt 5) \| 5 \| Macklemore & Ryan Lewis \| Thrift Shop Ben Haggerty \| – \| \| 6. März 2013 – 2. April 2013 4 Wochen (insgesamt 5) \| 5 \| Rihanna \| Stay Elof Loelv, Justin Parker, Mikky Ekko \| – \| \| 3. April 2013 – 7. Mai 2013 5 Wochen \| 5 \| Pink feat. Nate Ruess \| Just Give Me a Reason Alecia Moore, Nate Ruess, Jeff Bhasker \| – \| \| 8. Mai 2013 – 21. Mai 2013 2 Wochen \| 2 \| Macklemore & Ryan Lewis feat. Ray Dalton \| Can’t Hold Us Ben Haggerty, Ryan Lewis \| – \| \| 22. Mai 2013 – 25. Juni 2013 5 Wochen (insgesamt 9) \| 9 \| Robin Thicke feat. T.I. & Pharrell \| Blurred Lines Pharrell Williams, Robin Thicke \| – \| \| 26. Juni 2013 – 2. Juli 2013 1 Woche \| 1 \| Florida Georgia Line \| Cruise \| – \| \| 3. Juli 2013 – 20. August 2013 7 Wochen (insgesamt 12) \| 12 \| Robin Thicke feat. T.I. & Pharrell \| Blurred Lines Pharrell Williams, Robin Thicke \| – \| \| 21. August 2013 – 3. September 2013 2 Wochen (insgesamt 3) \| 3 \| Katy Perry \| Roar Max Martin, Lukasz Gottwald, Katy Perry, Henry Walter, Bonnie McKee \| – \| \| 4. September 2013 – 10. September 2013 1 Woche \| 1 \| Eminem \| Berzerk Rick Rubin, Marshall Mathers \| – \| \| 11. September 2013 – 17. September 2013 1 Woche (insgesamt 3) \| 3 \| Katy Perry \| Roar Max Martin, Lukasz Gottwald, Katy Perry, Henry Walter, Bonnie McKee \| – \| \| 18. September 2013 – 24. September 2013 1 Woche \| 1 \| Miley Cyrus \| Wrecking Ball Lukasz Sebastian Gottwald, Henry Russell Walter, Maureen Anne McDonald, Stephan Moccio, Sacha Skarbek, David Kyungil Kim \| – \| \| Vom 25. September bis 29. Oktober sind keine Angaben vorhanden. \| \| \| \| \| \| \| \| \| \| \| \| 30. Oktober 2013 – 5. November 2013 1 Woche \| 1 \| Lorde \| Royals Joel Little, Ella Marija Lani Yelich-O’Connor \| – \| \| 6. November 2013 – 3. Dezember 2013 4 Wochen \| 4 \| Eminem feat. Rihanna \| The Monster Marshall Bruce Mathers III, Bryan G. Fryzel, Aaron L. Kleinstub, Jonathan David Bellion, Bleta Rexha, Robin Rihanna Fenty, Maki Athanasiou \| – \| \| 4. Dezember 2013 – 21. Januar 2014 7 Wochen \| 7 \| Pitbull feat. Kesha \| Timber Lukasz Sebastian Gottwald, Henry Russell Walter, Kesha Sebert, Armando Christian Pérez, Priscilla Hamilton, Jamie Sanderson, Breyan Stanley Isaac, Lee Oskar, Keri Oskar, Greg Errico \| – \| |                                      |                                          | | |
| ← 2012 |                                      |                                          | | → 2014 → |
| Zeitraum | Wo. ges.                             | Interpret                                | Titel Autor(en) | Zusätzliche Informationen |
| (Zeitraum, Wochen auf Platz eins, Interpret, Titel, Autor[en], zusätzliche Informationen) |                                      |                                          | | |
| 5. Dezember 2012 – 22. Januar 2013 7 Wochen | 7                                    | Will.i.am                                | Scream & Shout William Adams, Jef Martens, Jean-Baptiste Kouame | – |
| 23. Januar 2013 – 19. Februar 2013 4 Wochen (insgesamt 5) | 5                                    | Macklemore & Ryan Lewis                  | Thrift Shop Ben Haggerty | – |
| 20. Februar 2013 – 26. Februar 2013 1 Woche (insgesamt 5) | 5                                    | Rihanna                                  | Stay Elof Loelv, Justin Parker, Mikky Ekko | Schreiber Mikky Ekko hat bei der Aufnahme auch mitgewirkt, sieht man von einem Liedbeitrag für eine Fernsehserie ab ist es der erste Erfolg des US-Musikers. |
| 27. Februar 2013 – 5. März 2013 1 Woche (insgesamt 5) | 5                                    | Macklemore & Ryan Lewis                  | Thrift Shop Ben Haggerty | – |
| 6. März 2013 – 2. April 2013 4 Wochen (insgesamt 5) | 5                                    | Rihanna                                  | Stay Elof Loelv, Justin Parker, Mikky Ekko | – |
| 3. April 2013 – 7. Mai 2013 5 Wochen | 5                                    | Pink feat. Nate Ruess                    | Just Give Me a Reason Alecia Moore, Nate Ruess, Jeff Bhasker | – |
| 8. Mai 2013 – 21. Mai 2013 2 Wochen | 2                                    | Macklemore & Ryan Lewis feat. Ray Dalton | Can’t Hold Us Ben Haggerty, Ryan Lewis | – |
| 22. Mai 2013 – 25. Juni 2013 5 Wochen (insgesamt 9) | 9                                    | Robin Thicke feat. T.I. & Pharrell       | Blurred Lines Pharrell Williams, Robin Thicke | – |
| 26. Juni 2013 – 2. Juli 2013 1 Woche | 1                                    | Florida Georgia Line                     | Cruise | – |
| 3. Juli 2013 – 20. August 2013 7 Wochen (insgesamt 12) | 12                                   | Robin Thicke feat. T.I. & Pharrell       | Blurred Lines Pharrell Williams, Robin Thicke | – |
| 21. August 2013 – 3. September 2013 2 Wochen (insgesamt 3) | 3                                    | Katy Perry                               | Roar Max Martin, Lukasz Gottwald, Katy Perry, Henry Walter, Bonnie McKee | – |
| 4. September 2013 – 10. September 2013 1 Woche | 1                                    | Eminem                                   | Berzerk Rick Rubin, Marshall Mathers | – |
| 11. September 2013 – 17. September 2013 1 Woche (insgesamt 3) | 3                                    | Katy Perry                               | Roar Max Martin, Lukasz Gottwald, Katy Perry, Henry Walter, Bonnie McKee | – |
| 18. September 2013 – 24. September 2013 1 Woche | 1                                    | Miley Cyrus                              | Wrecking Ball Lukasz Sebastian Gottwald, Henry Russell Walter, Maureen Anne McDonald, Stephan Moccio, Sacha Skarbek, David Kyungil Kim                                                       | – |
| Vom 25. September bis 29. Oktober sind keine Angaben vorhanden. |                                      |                                          | | |
| |                                      |                                          | | |
| 30. Oktober 2013 – 5. November 2013 1 Woche | 1                                    | Lorde                                    | Royals Joel Little, Ella Marija Lani Yelich-O’Connor | – |
| 6. November 2013 – 3. Dezember 2013 4 Wochen | 4                                    | Eminem feat. Rihanna                     | The Monster Marshall Bruce Mathers III, Bryan G. Fryzel, Aaron L. Kleinstub, Jonathan David Bellion, Bleta Rexha, Robin Rihanna Fenty, Maki Athanasiou                                       | – |
| 4. Dezember 2013 – 21. Januar 2014 7 Wochen | 7                                    | Pitbull feat. Kesha                      | Timber Lukasz Sebastian Gottwald, Henry Russell Walter, Kesha Sebert, Armando Christian Pérez, Priscilla Hamilton, Jamie Sanderson, Breyan Stanley Isaac, Lee Oskar, Keri Oskar, Greg Errico | – |

## Alben
| ← 2012 ← | Liste der Nummer-eins-Hits in Kanada | Liste der Nummer-eins-Hits in Kanada | Liste der Nummer-eins-Hits in Kanada | 2014 →                                                                      |
| \| Zeitraum \| Wo. ges. \| Interpret \| Titel \| Zusätzliche Informationen \| \| (Zeitraum, Wochen auf Platz eins, Interpret, Titel, zusätzliche Informationen) \| \| \| \| \| \| ------------------------------------------------------------------------------ \| -------- \| ----------------- \| ------------------------------- \| --------------------------------------------------------------------------- \| \| 12. Dezember 2012 – 1. Januar 2013 3 Wochen \| 3 \| Michael Bublé \| Christmas \| – \| \| 2. Januar 2013 – 8. Januar 2013 1 Woche (insgesamt 2) \| 2 \| One Direction \| Take Me Home \| – \| \| 9. Januar 2013 – 15. Januar 2013 1 Woche (insgesamt 6) \| 6 \| Mumford & Sons \| Babel \| – \| \| 16. Januar 2013 – 22. Januar 2013 1 Woche \| 1 \| Hollywood Undead \| Notes from the Underground \| – \| \| 23. Januar 2013 – 29. Januar 2013 1 Woche \| 1 \| A$AP Rocky \| Long.Live.A$AP \| – \| \| 30. Januar 2013 – 5. Februar 2013 1 Woche \| 1 \| Classified \| Classified \| – \| \| 6. Februar 2013 – 12. Februar 2013 1 Woche \| 1 \| Justin Bieber \| Believe Acoustic \| – \| \| 13. Februar 2013 – 19. Februar 2013 1 Woche \| 1 \| Josh Groban \| All That Echoes \| – \| \| 20. Februar 2013 – 5. März 2013 2 Wochen (insgesamt 6) \| 6 \| Mumford & Sons \| Babel \| Nach dem Grammy für das Album des Jahres kehrt Babel auf Platz eins zurück. \| \| 6. März 2013 – 12. März 2013 1 Woche \| 1 \| Pierre LaPointe \| Punkt \| – \| \| 13. März 2013 – 19. März 2013 1 Woche \| 1 \| Luke Bryan \| Spring Break…Here to Party! \| – \| \| 20. März 2013 – 26. März 2013 1 Woche \| 1 \| Bon Jovi \| What About Now \| – \| \| 27. März 2013 – 16. April 2013 3 Wochen \| 3 \| Justin Timberlake \| The 20/20 Experience \| – \| \| 17. April 2013 – 23. April 2013 1 Woche \| 1 \| Volbeat \| Outlaw Gentlemen & Shady Ladies \| – \| \| 24. April 2013 – 30. April 2013 1 Woche \| 1 \| Fall Out Boy \| Save Rock and Roll \| – \| \| 1. Mai 2013 – 21. Mai 2013 3 Wochen \| 3 \| Michael Bublé \| To Be Loved \| – \| \| 22. Mai 2013 – 28. Mai 2013 1 Woche \| 1 \| Demi Lovato \| Demi \| – \| \| 29. Mai 2013 – 11. Juni 2013 2 Wochen \| 2 \| Daft Punk \| Random Access Memories \| – \| \| 12. Juni 2013 – 18. Juni 2013 1 Woche \| 1 \| City and Colour \| Hurry & the Harm \| – \| \| 19. Juni 2013 – 25. Juni 2013 1 Woche \| 1 \| Black Sabbath \| 13 \| – \| \| 26. Juni 2013 – 9. Juli 2013 2 Wochen \| 2 \| Kanye West \| Yeezus \| – \| \| 10. Juli 2013 – 16. Juli 2013 1 Woche \| 1 \| Bruno Mars \| Unorthodox Jukebox \| – \| \| 17. Juli 2013 – 13. August 2013 4 Wochen \| 4 \| Jay-Z \| Magna Carta…Holy Grail \| – \| \| 14. August 2013 – 20. August 2013 1 Woche \| 1 \| Civil Wars \| The Civil Wars \| – \| \| 21. August 2013 – 27. August 2013 1 Woche \| 1 \| Luke Bryan \| Crash My Party \| – \| \| 28. August 2013 – 3. September 2013 1 Woche \| 1 \| John Mayer \| Paradise Valley \| – \| \| 4. September 2013 – 10. September 2013 1 Woche \| 1 \| Avenged Sevenfold \| Hail to the King \| – \| \| 11. September 2013 – 17. September 2013 1 Woche \| 1 \| Nine Inch Nails \| Hesitation Marks \| – \| \| 18. September 2013 – 24. September 2013 1 Woche \| 1 \| Keith Urban \| Fuse \| – \| \| Vom 25. September bis 29. Oktober sind keine Angaben vorhanden. \| \| \| \| \| \| \| \| \| \| \| \| 30. Oktober 2013 – 5. November 2013 1 Woche \| 1 \| Katy Perry \| Prism \| – \| \| 6. November 2013 – 12. November 2013 1 Woche \| 1 \| Arcade Fire \| Reflektor \| – \| \| 13. November 2013 – 26. November 2013 2 Wochen \| 2 \| Céline Dion \| Loved Me Back to Life \| – \| \| 27. November 2013 – 3. Dezember 2013 1 Woche \| 1 \| Eminem \| The Marshall Mathers LP 2 \| – \| \| 4. Dezember 2013 – 17. Dezember 2013 2 Wochen \| 2 \| One Direction \| Midnight Memories \| – \| \| 18. Dezember 2013 – 1. Januar 2014 2 Wochen \| 2 \| Beyoncé \| Beyoncé \| – \| |                                      |                                      |                                      |                                                                             |
| ← 2012 |                                      |                                      |                                      | → 2014 →                                                                    |
| Zeitraum | Wo. ges.                             | Interpret                            | Titel                                | Zusätzliche Informationen                                                   |
| (Zeitraum, Wochen auf Platz eins, Interpret, Titel, zusätzliche Informationen) |                                      |                                      |                                      |                                                                             |
| 12. Dezember 2012 – 1. Januar 2013 3 Wochen | 3                                    | Michael Bublé                        | Christmas                            | –                                                                           |
| 2. Januar 2013 – 8. Januar 2013 1 Woche (insgesamt 2) | 2                                    | One Direction                        | Take Me Home                         | –                                                                           |
| 9. Januar 2013 – 15. Januar 2013 1 Woche (insgesamt 6) | 6                                    | Mumford & Sons                       | Babel                                | –                                                                           |
| 16. Januar 2013 – 22. Januar 2013 1 Woche | 1                                    | Hollywood Undead                     | Notes from the Underground           | –                                                                           |
| 23. Januar 2013 – 29. Januar 2013 1 Woche | 1                                    | A$AP Rocky                           | Long.Live.A$AP                       | –                                                                           |
| 30. Januar 2013 – 5. Februar 2013 1 Woche | 1                                    | Classified                           | Classified                           | –                                                                           |
| 6. Februar 2013 – 12. Februar 2013 1 Woche | 1                                    | Justin Bieber                        | Believe Acoustic                     | –                                                                           |
| 13. Februar 2013 – 19. Februar 2013 1 Woche | 1                                    | Josh Groban                          | All That Echoes                      | –                                                                           |
| 20. Februar 2013 – 5. März 2013 2 Wochen (insgesamt 6) | 6                                    | Mumford & Sons                       | Babel                                | Nach dem Grammy für das Album des Jahres kehrt Babel auf Platz eins zurück. |
| 6. März 2013 – 12. März 2013 1 Woche | 1                                    | Pierre LaPointe                      | Punkt                                | –                                                                           |
| 13. März 2013 – 19. März 2013 1 Woche | 1                                    | Luke Bryan                           | Spring Break…Here to Party!          | –                                                                           |
| 20. März 2013 – 26. März 2013 1 Woche | 1                                    | Bon Jovi                             | What About Now                       | –                                                                           |
| 27. März 2013 – 16. April 2013 3 Wochen | 3                                    | Justin Timberlake                    | The 20/20 Experience                 | –                                                                           |
| 17. April 2013 – 23. April 2013 1 Woche | 1                                    | Volbeat                              | Outlaw Gentlemen & Shady Ladies      | –                                                                           |
| 24. April 2013 – 30. April 2013 1 Woche | 1                                    | Fall Out Boy                         | Save Rock and Roll                   | –                                                                           |
| 1. Mai 2013 – 21. Mai 2013 3 Wochen | 3                                    | Michael Bublé                        | To Be Loved                          | –                                                                           |
| 22. Mai 2013 – 28. Mai 2013 1 Woche | 1                                    | Demi Lovato                          | Demi                                 | –                                                                           |
| 29. Mai 2013 – 11. Juni 2013 2 Wochen | 2                                    | Daft Punk                            | Random Access Memories               | –                                                                           |
| 12. Juni 2013 – 18. Juni 2013 1 Woche | 1                                    | City and Colour                      | Hurry & the Harm                     | –                                                                           |
| 19. Juni 2013 – 25. Juni 2013 1 Woche | 1                                    | Black Sabbath                        | 13                                   | –                                                                           |
| 26. Juni 2013 – 9. Juli 2013 2 Wochen | 2                                    | Kanye West                           | Yeezus                               | –                                                                           |
| 10. Juli 2013 – 16. Juli 2013 1 Woche | 1                                    | Bruno Mars                           | Unorthodox Jukebox                   | –                                                                           |
| 17. Juli 2013 – 13. August 2013 4 Wochen | 4                                    | Jay-Z                                | Magna Carta…Holy Grail               | –                                                                           |
| 14. August 2013 – 20. August 2013 1 Woche | 1                                    | Civil Wars                           | The Civil Wars                       | –                                                                           |
| 21. August 2013 – 27. August 2013 1 Woche | 1                                    | Luke Bryan                           | Crash My Party                       | –                                                                           |
| 28. August 2013 – 3. September 2013 1 Woche | 1                                    | John Mayer                           | Paradise Valley                      | –                                                                           |
| 4. September 2013 – 10. September 2013 1 Woche | 1                                    | Avenged Sevenfold                    | Hail to the King                     | –                                                                           |
| 11. September 2013 – 17. September 2013 1 Woche | 1                                    | Nine Inch Nails                      | Hesitation Marks                     | –                                                                           |
| 18. September 2013 – 24. September 2013 1 Woche | 1                                    | Keith Urban                          | Fuse                                 | –                                                                           |
| Vom 25. September bis 29. Oktober sind keine Angaben vorhanden. |                                      |                                      |                                      |                                                                             |
| |                                      |                                      |                                      |                                                                             |
| 30. Oktober 2013 – 5. November 2013 1 Woche | 1                                    | Katy Perry                           | Prism                                | –                                                                           |
| 6. November 2013 – 12. November 2013 1 Woche | 1                                    | Arcade Fire                          | Reflektor                            | –                                                                           |
| 13. November 2013 – 26. November 2013 2 Wochen | 2                                    | Céline Dion                          | Loved Me Back to Life                | –                                                                           |
| 27. November 2013 – 3. Dezember 2013 1 Woche | 1                                    | Eminem                               | The Marshall Mathers LP 2            | –                                                                           |
| 4. Dezember 2013 – 17. Dezember 2013 2 Wochen | 2                                    | One Direction                        | Midnight Memories                    | –                                                                           |
| 18. Dezember 2013 – 1. Januar 2014 2 Wochen | 2                                    | Beyoncé                              | Beyoncé                              | –                                                                           |